# Cryptolabis pedanophallus
Cryptolabis pedanophallus är en tvåvingeart som beskrevs av Alexander 1969. Cryptolabis pedanophallus ingår i släktet Cryptolabis och familjen småharkrankar. Inga underarter finns listade i Catalogue of Life.